# Forest Lawn Memorial Park (Glendale)
Forest Lawn Memorial Park es un cementerio privado en Glendale, California (Estados Unidos). Forma parte de un conjunto de seis cementerios y cuatro funerarias en el sur de California.

## Historia
El Forest Lawn Memorial Park fue fundado en 1906 por un grupo de empresarios de San Francisco. El doctor Hubert Eaton y C. B. Sims celebraron un contrato de venta con el cementerio en 1912. Eaton se hizo cargo de la administración en 1917. Aunque Eaton no inició el cementerio, es considerado el "fundador" del Forest Lawn Memorial Park por sus innovaciones para establecer un nuevo tipo de necrópolis con aspecto de "parque conmemorativo" (eliminando las lápidas verticales marcando las tumbas y colocando trabajos escultóricos de artistas reconocidos) y abriendo una funeraria en el terreno de la necrópolis. Eaton era un creyente en una vida feliz después de la muerte. Consideraba que la mayoría de los cementerios tradicionales eran "demasiado antiestéticos y deprimentes" y se comprometió a crear el Forest Lawn Memorial de acuerdo a sus creencias. Cuidó que el aspecto fuera el de "un parque sin monumentos deformes y otras señales de muerte terrenal, pero lleno de árboles altísimos, amplios céspedes, fuentes salpicando, bonitas estatuas, y arquitectura conmemorativa." Varias placas explican estas intenciones de Eaton. Frederick Llewellyn Eaton, su sobrino, se convirtió en el siguiente director. Fue sucedido por su hijo, John Llewellyn, que es el presidente actual del Forest Lawn.
La mayoría de sus secciones tienen nombres evocadores, incluyendo Eventide, Babyland (para bebés, una parcela en forma de corazón), Graceland, Inspiration Slope, Slumberland (para niños y adolescentes), Sweet Memories, Whispering Pines, Vesperland, Borderland (en el borde del cementerio), y Dawn of Tomorrow.
Los Forest Lawn Memorial Park como la mayoría de los cementerios estadounidenses mantuvieron la segregación racial hasta los años 1960, "rechazando la entrada de negros, judíos y chinos".

## Forest Lawn Museum

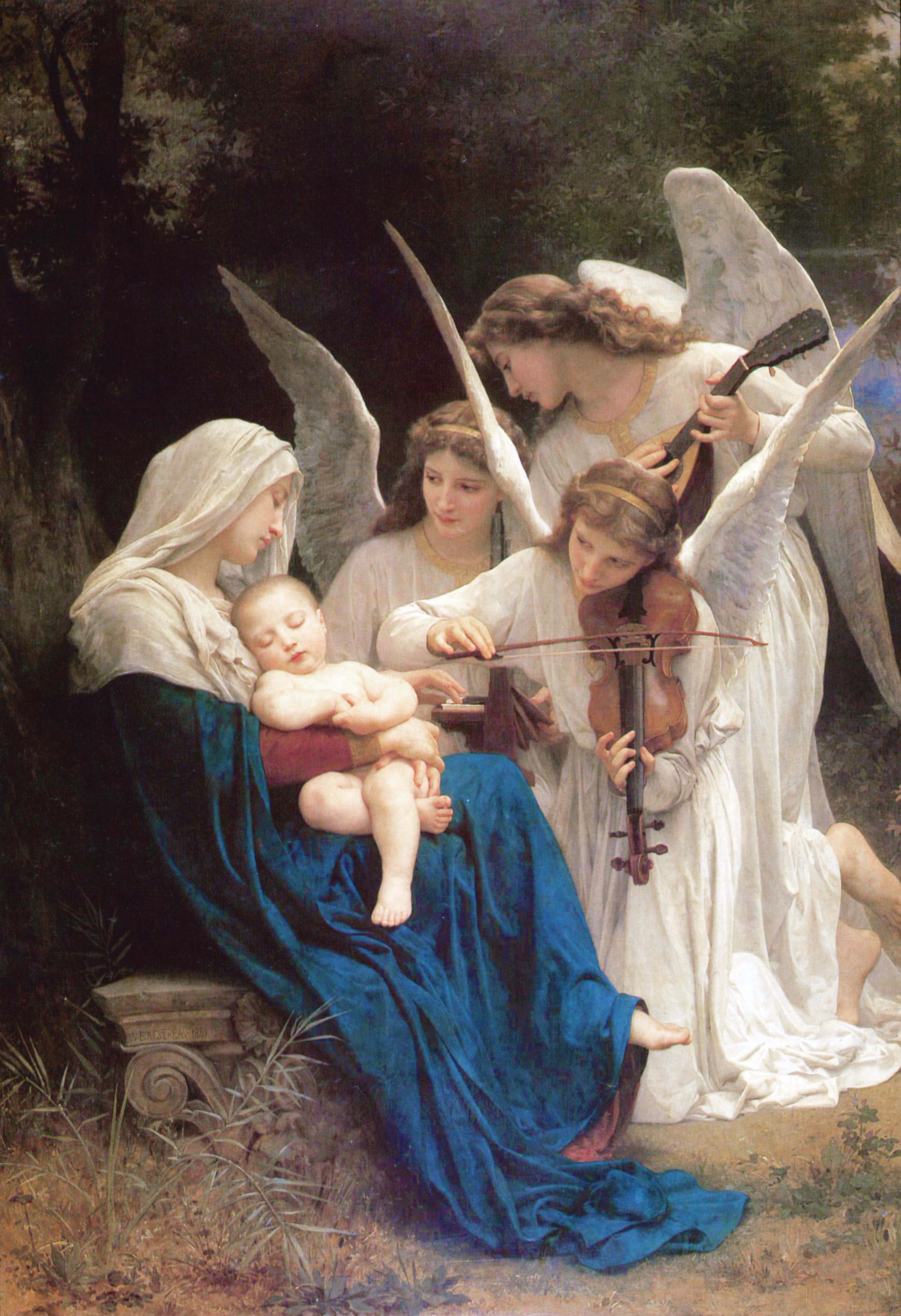
Canción de los ángeles de William-Adolphe Bouguereau, 1881.

El Forest Lawn Museum en Glendale fue fundado en 1957 y exhibe arte, artefactos y alberga exposiciones rotativas de bellas artes. El museo ha presentado exposiciones individuales de Henri Matisse, Winslow Homer, Ian Hornak, Francisco de Goya, Rembrandt, Marc Davis y Reuben Nakian
 
entre muchos otros.

Los objetos en la colección permanente representan pueblos y ubicaciones de alrededor del mundo. Hay secciones para India, África, Oriente Medio, Este y Sureste de Asia, los Estados Unidos, América del Sur, Australia y Europa. Quizás el objeto más famoso es la pintura de William-Adolphe Bouguereau de 1881 Canción de los ángeles, considerada una de las obras más importantes de Bouguereau presente en los Estados Unidos.
La colección permanente incluye una de las colecciones más grandes de vitrales en América del Norte, con más de 1.000 piezas principalmente de Francia y Alemania desde el año 1200 hasta la actualidad. La colección de vitrales incluye porciones de la antigua colección de William Randolph Hearst y trabajos de Alberto Durero y Viet Hirsvogel el Viejo. El Museo también alberga esculturas de bronce occidentales, estatuas de mármol italiano, artefactos históricos estadounidenses, pinturas, artefactos culturales mundiales, y una de las estatuas de la isla de Pascua (mo'ai), rescatada de un barco donde era utilizada como lastre.

## Arte y estatuaria
Los seis cementerios Forest Lawn contienen aproximadamente 1.500 estatuas, aproximadamente un 10% de las cuales son reproducciones de obras de arte famosas. La Útima Cena de Leonardo da Vinci ha sido recreada en un vitral en el Memorial Court of Honor del de Glendale "en vibrantes, brillantes e indestructibles colores". Hay también reproducciones a tamaño natural de otras esculturas del Renacimiento, incluyendo el David y el Moisés de Miguel Ángel. Este cementerio es el único lugar que contiene una colección completa de réplicas de esculturas de Miguel Ángel hechas empleando los moldes originales. 
Parte de la inspiración en el Forest Lawn de Glendale es patriótica más que piadosa, como el Court of Freedom, con su mosaico representando la obra de John Trumbull Declaración de la Independencia y una estatua de cuatro m de George Washington. En la "Sala de la Crucifixión" se exhibe permanentemente la pintura panorámica del artista polaco Jan Styka titulada La Crucifixión. Es la pintura religiosa más grande permanentemente montada en el mundo, midiendo 59 m de longitud por 14 m de altura. Se dice que las puertas principales del Forest Lawn son las puertas de hierro forjado más grandes del mundo, pero no se ha comprobado.

## Ubicaciones
El Forest Lawn de Glendale cuenta con tres capillas no confesionales: "The Litle Church of the Flowers", "The Wee Kirk"  y "The Church of the Recessional", todas las cuales son réplicas exactas de iglesias europeas famosas. Entre las parejas casadas aquí, se incluyen Ronald Reagan y Jane Wyman.
Más de 335.000 personas están enterradas en el Forest Lawn, y más de un millón de personas lo visitan cada año.
Los 300 acres (1,2 km²) de terreno del Forest Lawn intensamente ajardinado y las esculturas temáticas fueron inspiración para comentarios mordaces en la novela satírica de Evelyn Waugh The Loved One. Muchos comentaristas han considerado los Forest Lawn como una creación genuinamente estadounidense, y especialmente una recreación propia de Los Ángeles, con su "enfoque de la muerte como un parque temático tipo Disneyland".

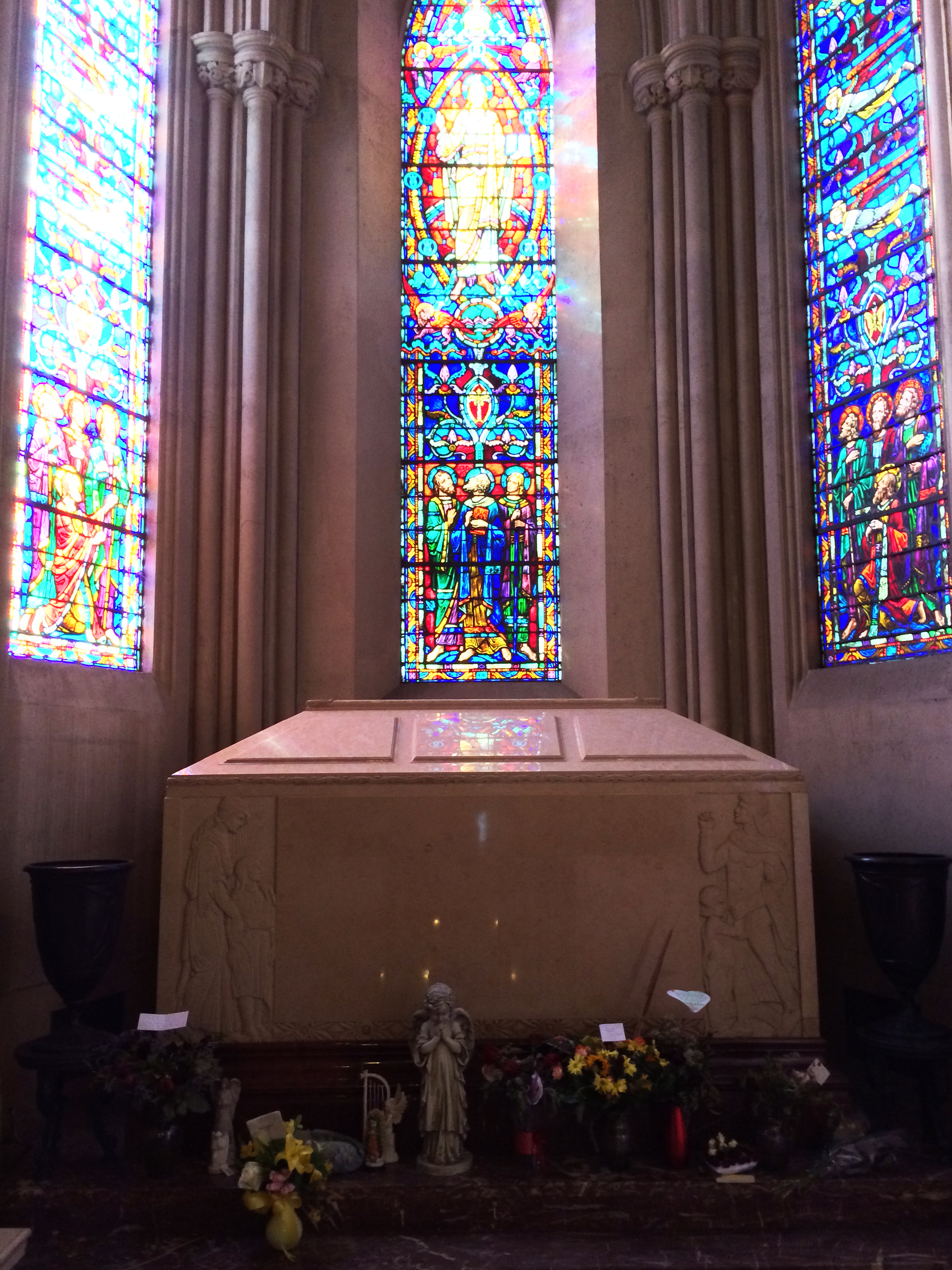
Tumba de Michael Jackson en el interior de la Holy Terrace.

## El Gran Mausoleo
El Gran Mausoleo central fue diseñado imitando al cementerio monumental de Staglieno de Génova, Italia y contiene muchos de los sitios de sepultura más buscados. La estructura está protegida por cámaras de vigilancia y cerrada al público a no ser que alguien tenga un "ser querido" enterrado aquí. En 2009 el Forest Lawn se convirtió en foco de interés de los medios de comunicación globales durante la retransmisión del funeral de la superestrella Michael Jackson en la Holy Terrace en el Mausoleo, donde el cuerpo del cantante en un ataúd chapado en oro fue depositado en un sarcófago de mármol blanco.